# Tadeusz Nowakowski

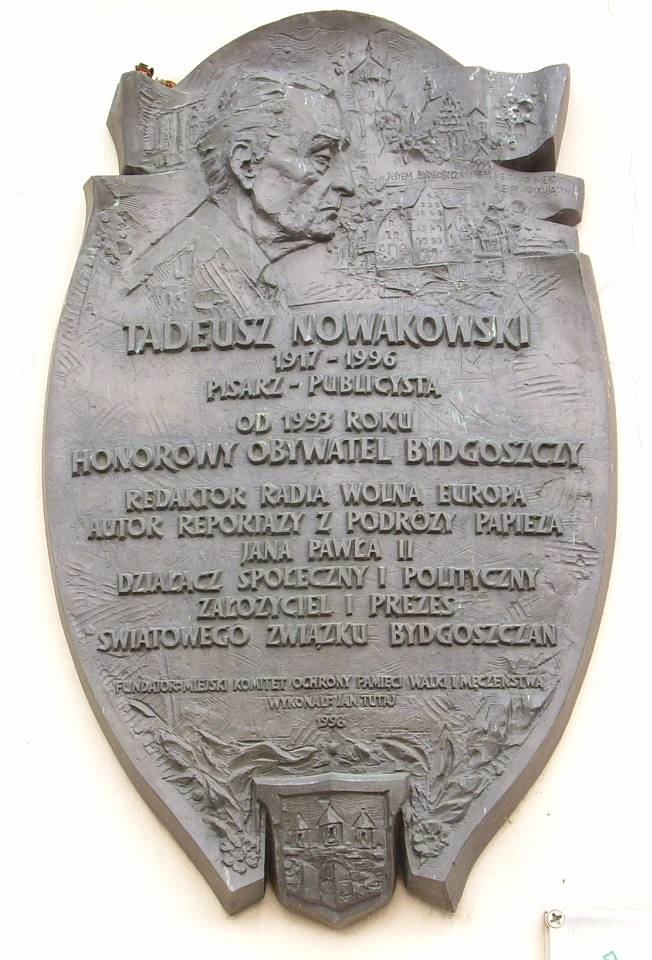

Tadeusz Nowakowski (* 8. November 1917  in Allenstein; † 11. März 1996 in Bydgoszcz) war ein polnischer Schriftsteller.

## Leben
Nowakowski war der Sohn eines bekannten Journalisten und wuchs in Bydgoszcz auf, wo er auch Abitur machte. Parallel dazu begann er früh mit literarischen Arbeiten. 1936 bis 1939 studierte er an der Universität Warschau Polonistik. Unmittelbar nach Kriegsbeginn wurde er wegen Widerstandsaktivitäten in Włocławek von der Gestapo verhaftet und verbrachte die Jahre bis Kriegsende in verschiedenen Konzentrationslagern. Er selbst berichtete später, er sei 1942 vom Volksgerichtshof zum Tode verurteilt, dann aber zu langjähriger Lagerhaft „begnadigt“ worden, weil er in deutscher Sprache seinen untätigen Verteidiger kritisiert habe.
1945 kehrte Nowakowski nicht ins nun kommunistisch gewordene Polen zurück und arbeitete für zwei Jahre als Polnischlehrer in einem Lager für Displaced Persons in Nordwestdeutschland. Anschließend ging er nach Italien, England und die USA, bis er sich 1953 in München niederließ, wo er bis kurz vor seinem Tode lebte und eng mit dem Sender Radio Free Europe zusammenarbeitete.
Anders als viele andere Emigranten bemühte sich Nowakowski zeit seines Lebens um engen Kontakt zur deutschen Kulturszene, hier wurde er Teilnehmer der Gruppe 47. In Deutschland bekannt wurde er vor allem als Autor des autobiographisch geprägten Romans Obóz Wszystkich Świętych (dt.: Polonaise Allerheiligen) von 1957.
Neben einer Reihe weiterer literarischer Texte war er auch publizistisch tätig. In seinen letzten Lebensjahren begleitete er häufig Papst Johannes Paul II. auf seinen Reisen und verfasste viele Reportagen darüber, durch die er auch in Polen bekannt wurde. Den Papst kannte er durch seine Kontakte zur Krakauer Wochenzeitung Tygodnik Powszechny.
Nowakowski war Mitglied der Polnischen Akademie für Literatur in der Emigration und des deutschen PEN-Zentrums. Er wirkte als Übersetzer aus dem Deutschen ins Polnische (von Siegfried Lenz und anderen) und war ein wichtiger Brückenbauer zwischen den beiden Kulturen.
Für sein Werk wurde er 1971 mit dem Preis der amerikanischen Jurzykowski-Stiftung ausgezeichnet, 1992 erhielt er den Karl-Wolfskehl-Preis für Exilliteratur der Bayerischen Akademie der Schönen Künste.
Die Stadt Olsztyn ernannte ihn 1991 und die Stadt Bydgoszcz 1993 zu ihrem Ehrenbürger.

## Werke

### Prosa
- Szopa za jaśminami (1948)
- Panna z drugiego piętra (1951)
- Obóz Wszystkich Świętych (1957) (deutsch: Polonaise Allerheiligen. Köln 1959)
- Syn zadżumionych (1959)
- Saga rodu Radziwiłłów (1966) (deutsch: Die Radziwills. Die Geschichte einer großen europäischen Familie. Piper, München 1966)
- Niestworzone rzeczy. Zbiór opowiadań (1968)
- Happy-end (1970)
- Maczków – polnische Stadt an der Ems, in: MERIAN Emsland (Heft 7 XXIV. Jahrgang (1971)), S. 27–30. Es geht um die Stadt Haren.
- Byle do wiosny (1975)
- Wiza do Hrubieszowa (1979)
- Nie umiera się w Miami (1991)
- Urzeczenie (1993)
- Za kurtyną snu ... (2005)

### Reportagen
- Aleja Dobrych Znajomych (1968)
- Reporter Papieża (1980) (deutsch: Ich fürchte mich nicht. Die Reisen des Papstes. München 1981)
- W bagaźniku Jego Świątobliwości (1981)
- Volo papale (1982)
- Na skrzydłach nadziei (1984)
- Boeing św. Piotra (1986)
- Kwiaty dla Pielgrzyma (1987)